# Agromyza oryzae
Agromyza oryzae är en tvåvingeart som först beskrevs av Munakata 1910.  Agromyza oryzae ingår i släktet Agromyza och familjen minerarflugor. Inga underarter finns listade i Catalogue of Life.